# Struthanthus cassythoides
Struthanthus cassythoides là một loài thực vật có hoa trong họ Loranthaceae. Loài này được Millsp. ex Standl. miêu tả khoa học đầu tiên năm 1930.